# 竹田河
竹田河，位于中华人民共和国广东省英德市境内，是连江左岸支流，发源于英德市北部与韶关市交界处的船底顶（海拔1586米），蜿蜒南流，至石灰铺镇白洋水汇入连江。河长45千米，河道平均比降5.1‰，流域面积302平方千米。竹田河上游生态环境优良，森林覆盖率高；中下游石灰铺镇地势低平，农业发达。